# Michael Jones (rugbista)
Michael Niko Jones (Auckland, 8 de abril de 1965) es un entrenador y exjugador neozelandés de rugby que se desempeñaba como flanker. Fue internacional con los All Blacks de 1987 a 1998 y se consagró campeón del Mundo en Nueva Zelanda 1987.
De gran velocidad, destreza, potencia física y tackleador agresivo, sus creencias religiosas y sus lesiones afectaron su carrera. Es considerado el mejor jugador en su posición de la historia.
Fue votado, en una encuesta de la revista Rugby World, como el tercer mejor All Black del siglo XX, por detrás de Colin Meads y Sean Fitzpatrick. Desde 2014 es miembro del World Rugby Salón de la Fama.

## Carrera
Era apodado Iceman por la gran cantidad de hielo que usaba luego de los partidos para bajar la inflamación de los golpes. John Hart lo llamó "el jugador de rugby casi perfecto".
Jugó para Auckland, equipo de la National Provincial Championship, con los que debutó en 1985 a la edad de 20 años.

### Super Rugby
En 1995 con la profesionalización del rugby fue contratado por los Blues, una de las franquicias del nuevo torneo; el Super Rugby.
Se retiró tras el Super Rugby 1999.

## Selección nacional
Debutó a los 21 años en la selección de Samoa en junio de 1986 y contra los Dragones rojos. Fue su único partido y no marcó puntos.

### All Blacks
Luego de ello Brian Lochore lo seleccionó para Nueva Zelanda. Formó parte del exitoso seleccionado que enfrentó a los British and Irish Lions durante la gira de 1993. Fue excluido de la convocatoria para Sudáfrica 1995 debido al gran número de partidos que se jugaban en domingo.
Se retiró en el Torneo de las Tres Naciones 1998 jugando contra los Wallabies. En total jugó 55 partidos y marcó 13 tries (56 puntos).

### Participaciones en Copas del Mundo
Disputó la Copa del Mundo de Rugby de Nueva Zelanda 1987 siendo el primero en marcar un try en dicha competición, los All Blacks mostraron claramente su alto nivel de principio a fin del torneo ganando su grupo con amplias victorias ante Italia 70-6, Fiyi 74-13 y Argentina 46-15. Superaron cómodamente a Escocia en Cuartos y a los dragones rojos en semifinales (Iceman no jugó debido a sus creencias religiosas), finalmente derrotaron en la final a unos Les Blues de gran nivel con Philippe Sella y Serge Blanco en sus filas, por 29-9.
Cuatro años más tarde en Inglaterra 1991, marcaría el primer try del certamen nuevamente. Los All Blacks ganarían su grupo, venciendo a La Rosa (que luego sería bicampeón del torneo) en él. Derrotaron a Canadá 29-13 en Cuartos de final y serían vencidos en semifinales por los Wallabies en un recordado partido que tuvo al mejor David Campese que se recuerde en el lado de Australia, Iceman no jugó este partido por sus creencias religiosas, siendo circunstancial en el desempeño de los fowards australianos que aventajaron a los de negro, esto a su vez influenciaría para que Jones sea excluido del próximo certamen mundial. Luego obtendrían el Tercer lugar frente a Escocia.
| Mundial                       | Sede          | Resultado     | PJ | Tries |
| ----------------------------- | ------------- | ------------- | -- | ----- |
| Copa Mundial de Rugby de 1987 | Nueva Zelanda | Campeón       | 5  | 2     |
| Copa Mundial de Rugby de 1991 | Inglaterra    | Tercer puesto | 5  | 1     |

## Palmarés
- Campeón de The Rugby Championship de 1996.
- Campeón del Super Rugby de 1996 y 1997.
- Campeón del South Pacific Championship de 1988, 1989 y 1990.
- Campeón del National Provincial Championship de 1987, 1988, 1989, 1990, 1993, 1994, 1995, 1996 y 1999.